# 小西隆裕
小西 隆裕（こにし たかひろ、1944年7月28日 - ）は、日本の革命家。元赤軍派幹部。よど号グループのメンバー。

## 経歴
東京都立小石川高等学校から東京大学理科三類に進学。一時野球部に在籍し捕手としてプレーしていたが、後に退部して東大全共闘、医学部共闘会議議長となる。1969年に赤軍派が起こした東京戦争で警視庁本富士警察署火炎瓶投擲事件に関与。1970年によど号ハイジャック事件を起こし、北朝鮮に亡命。よど号グループではリーダー田宮高麿に次ぐサブリーダー格であった。
1976年によど号事件の前から恋人だった女性と結婚。1995年に田宮が死亡した後はリーダー格となる。
現在も平壌に在住しているが、警察庁により指名手配されていると同時に国際刑事警察機構より国際手配されている。
北朝鮮による日本人拉致に関与した疑いがある。小西は日本人の拉致は一切行っていないと主張している。2014年5月に、日朝間で決まった日本人拉致の再調査については、北朝鮮か、あるいは第三国なら聴取に応じても良いとしている。さらにその後、日本の警察を含む調査団からの面会についても、是非受けて言えることを言いたいと述べている。

## 人物
小西は東京大学医学部に進学したのは癌の研究者になりたかったからだと鳥越俊太郎との電話インタビューで答えている。また、医学部共闘会議議長に就任して以降は医師より革命家のほうが人のためになると思ったと述べている。

## 家族
- 小西には二人の子供がいる。2001年5月に長女（当時23歳）が、2002年9月に次女（当時24歳）が帰国している。
- 小西の妻は看護婦で、よど号事件前に婚約、事件後北朝鮮に渡り、5年半ぶりに小西と再会して1976年に結婚、よど号犯が暮らす日本人村「元信外国人宿所」で生活、1997年には、よど号犯の他の妻たちと一緒に凱旋門 (平壌)近くに日本製品を売る外貨商店「北塞商店」を開店した[4]。2002年9月に子供とともに帰国、旅券法違反で逮捕され、2003年4月に懲役1年6ヶ月・執行猶予4年が確定した。